# Crossroad Promo Tour
Crossroad Promo Tour fue una gira de conciertos musicales de la banda de rock estadounidense Bon Jovi. Algunas de las canciones tocadas pertenecían al álbum These Days.

## Lista de temas
- Help! (Beatles Cover)
- With a Little Help from My Friends (Beatles Cover)
- Bad Medicine
- Keep the Faith
- Something for the Pain (sneak preview from "These Days")
- Stranger in this Town (Richie Sambora on Vocals)
- Always
- Let It Bleed (Rolling Stones Cover, David Bryan on Vocals)
- Blood Money
- Blaze of Glory
- Dry County
- Someday I'll Be Saturday Night
- Lay Your Hands on Me
- Blood on Blood
- I'll Sleep When I'm Dead/Jumpin' Jack Flash

Encore:
- Just Like a Woman (Bob Dylan Cover) (Acoustic)
- Bed of Roses
- Please Come Home for Christmas

Encore 2:
- The Answer (Richie Sambora on Vocals)
- Wanted Dead or Alive
- Livin' on a Prayer

Encore 3:
- Bridge over Troubled Water (Simon & Garfunkel Cover)
- I Wish Everyday Could Be Like Christmas

## Tour dates
| Fecha                   | Ciudad                  | País           | Lugar                         |
| ----------------------- | ----------------------- | -------------- | ----------------------------- |
| 25 de marzo de 1994     | Nasáu, Bahamas          | Estados Unidos | Compass Point Studios         |
| 24 de agosto de 1994    | New York City, New York | Estados Unidos | Tavern on the Green           |
| 1 de septiembre de 1994 | Chicago, Illinois       | Estados Unidos | Bubb's City Restaurant        |
| 8 de octubre de 1994    | New York City, New York | Estados Unidos | Hard Rock Cafe                |
| 6 de diciembre de 1994  | Montreal, Quebec        | Canadá         | Théâtre Saint-Denis           |
| 14 de diciembre de 1994 | Pittsburgh, Pensilvania | United States  | Beaver City Community College |
| 16 de diciembre de 1994 | Red Bank, New Jersey    | United States  | Count Basie Theatre           |

## Miembros de la banda
- Jon Bon Jovi (voz, guitarra)
- Richie Sambora (Guitarra, voz)
- David Bryan (Teclado, voz)
- Tico Torres (Batería, percusión)
- Hugh McDonald (Bajo, voz)